# مای کمیکال رومنس
مای کمیکال رومنس (به انگلیسی: My Chemical Romance) که اغلب به صورت MCR مخفف می‌شود، گروه راک ۴ نفرهٔ آمریکایی است که کار خود را در سال ۲۰۰۱ آغاز کرد. خاستگاه گروه ایالت نیوجرسی آمریکاست. اعضای گروه عبارتند از: جرارد وی، رِی تورو، فرانک آیرو، مایکل جیمز وِی.
آن‌ها اولین آلبوم‌شان با نام گلوله‌هایم را برایت آوردم، عشقت را برایم آوردی را در سال ۲۰۰۲ و با لیبل آیبال رکوردز منتشر کردند. در سال ۲۰۰۴ به دنبال همان داستان‌های «عشق و انتقام»، آلبوم دوم را به نام سه هورا برای انتقام لذت بخش به بازار عرضه کردند که فروش یک هفتهٔ آلبوم از فروش دوسالهٔ آلبوم قبل هم بیشتر بود. سومین آلبوم گروه به نام رژه ی سیاه در سال ۲۰۰۶ روانهٔ بازار شد که مثل آلبوم دوم با موفقیت همراه بود. چهارمین آلبوم گروه ،روزهای خطرناک: زندگی واقعی کیلجوی‌های شگفت‌آور، در سال ۲۰۱۰ منتشر شد. هرسهٔ این آلبوم‌ها را کمپانی رِپرایز رکوردز منتشر کرده‌است.
مای کمیکال رومنس تا به حال ۲ دی‌وی‌دی زنده در سال ۲۰۰۶ و ۲۰۰۸ به بازار عرضه کرده‌است.
آن‌ها چند آهنگ از آثار گروه‌های دیگر را بازخوانی کرده‌اند و چند آهنگ مستقل از آلبوم‌های‌شان هم منتشر کرده‌اند.

## سال‌های آغازین
جرارد وِی دانش‌آموختهٔ مدرسهٔ هنرهای تجسمی بود و پس از پایان تحصیلات‌اش در سال ۱۹۹۹، در یک فروشگاه کتاب‌های کمیک در نیویورک کار می‌کرد. در روز ۱۱ سپتامبر سال ۲۰۰۱ او شاهد حادثهٔ حملهٔ تروریستی به برج‌های دوقلوی مرکز تجارت جهانی نیویورک بود. مشاهدهٔ آن حادثهٔ ناگوار تأثیر زیادی روی جرارد گذاشت و باعث شد در هفته‌های بعد، در دیدگاه‌اش به زندگی تغییر ایجاد شود. حدود یک هفته بعد، جرارد در یک کافه با دوست دوران مدرسه‌اش مت پلیسیر ملاقات کرد و به او پیشنهاد تشکیل یک گروه موسیقی را داد.
اولین آهنگی که جرارد نوشت «آفاق و گردان درها» نام داشت که بیانگر احساسات او در روز ۱۱ سپتامبر بود. جرارد در آن زمان نمی‌توانست هم بخواند و هم گیتار بنوازد. پس به یاد یکی دیگر از دوستان دبیرستانی افتاد و به‌زودی رِی تورو به آن‌ها ملحق شد (گرچه سه سال بود که دست به گیتار نزده بود). «مریم مقدس» (اسم قبلی‌اش «چاقوهای بیشتری بیاور» بود) و «اتاقکها» اولین آهنگ‌هایی بودند که در اتاق زیرشیروانی پلیسیر ساخته و ضبط شدند. مایکی که برادر جوان‌تر جرارد -با تفاوت سنی ۳ سال- بود، از کارهای اولیه گروه خوشش آمد و به عنوان بیسیست در گروه شروع به کار کرد. سه ماه بعد گروه موفق شدند اولین آلبوم‌شان را ضبط کنند که یک سال بعد منتشر شد.
فرانک آیرو -که قبلاً گیتاریست و خوانندهٔ Pency Prep بود- تنها چند روز قبل از شروع ضبط آلبوم به آن‌ها پیوست و به عنوان نوازندهٔ ریتم‌گیتار در ضبط آهنگ‌های «غروب‌های زودهنگام برفراز مونروویل» و «معشوقان ویرانی» گروه را همراهی کرد. Pency Prep در آغاز سال ۲۰۰۱ از هم پاشیده بود و فرانک از طریق شرکتی که کارهای‌شان را منتشر می‌کرد با اعضای اِم‌سی‌آر آشنا شد. بعدها فرانک اعتراف می‌کند که فقط چند دقیقه پیش از شروع ضبط آلبوم، آن‌ها نوشتن نغمه‌ها را با آواز «این بهترین روز است» به پایان رساندند.

## سالهای بعدی و آلبوم دوم
در ادامهٔ شیوهٔ روایت داستان‌های «خونین و رمانتیک» در آلبوم اول (که پرداختن به این تِم‌ها دلیل طبقه‌بندی آثار مای کمیکال رومنس در ردهٔ «ایمو راک» است) گروه، نوشتن و ضبط آلبوم دوم‌شان را شروع کردند که به نحوی ادامهٔ داستان‌های پرماجرا و پیچیدهٔ آلبوم اول بود.
در مورد شیوهٔ روایت این مجموعه می‌توان گفت که شخص اول این ترانه‌ها یک عاشق دیوانه است و در برخی موارد مخاطب اشعار معلوم نیست. چیزی که مخاطب را جذب می‌کند فقط خونین بودن آن‌ها نیست. گویی ترانه‌ها واقعاً جان دارند و از اعماق وجود انسان سخن می‌گویند.
بعد از موفقیتی که در سال ۲۰۰۴ و با انتشار آلبوم هورا برای انتقام لذت بخش نصیب گروه شد، آن‌ها شروع به برگزاری کنسرتهای جهانی کردند. در همین زمان بود که جرارد وی از مصرف بیش از حد الکل و البته مواد مخدر رنج می‌برد. گروه در ژاپن بود که جرارد به شدت بیمار شد و مجبور به ترک آن کشور شد. در همین حال مَت (نوازندهٔ درامز) که به قول اعضای گروه روی صحنه خرابکاری می‌کرد، از گروه اخراج شد و پس از آن‌که جرارد موفق شد اعتیادش را ترک کند گروه به کار خود ادامه داد. آن‌ها از طریق گروه The Used با باب برِیار آشنا شدند و او را به عنوان درامر جدیدشان انتخاب کردند. اخراج مَت از گروه جنجال به پا کرد و طرفداران گروه عصبانی بودند و می‌گفتند که چرا آن خوانندهٔ افسرده و الکلی باید در گروه بماند ولی مَت که خیلی خوب درامز می‌زند و یکی از مؤسسین گروه است باید اخراج شود.

## ۲۰۰۶ و زندگی بر روی صحنهٔ قتل
در۲۱ مارس ۲۰۰۶ یک دی‌وی‌دی به نام «زندگی روی صحنهٔ قتل» که شامل دو حلقه دی‌وی‌دی یکی بیوگرافی گروه و دیگری اجراهای زنده و ویدئوهای آن‌ها بود به بازار عرضه شد.
ویدئوهای گروه تا آن موقع «هلنا»، «حالم خوب نیست» و «روح تو» بودند که همه توسط مارک وِب کارگردانی شده بودند. البته گروه از آلبوم اول هم دو کلیپ داشت «عزیزم، این آینه برای دو تا از ما به اندازهٔ کافی بزرگ نیست» و «خون‌آشامها هرگز به تو آسیب نخواهند رساند» که با بودجهٔ ناچیزی ساخته شده بودند و خیلی ابتدایی بودند.

## ۲۰۰۶ و لشکرش

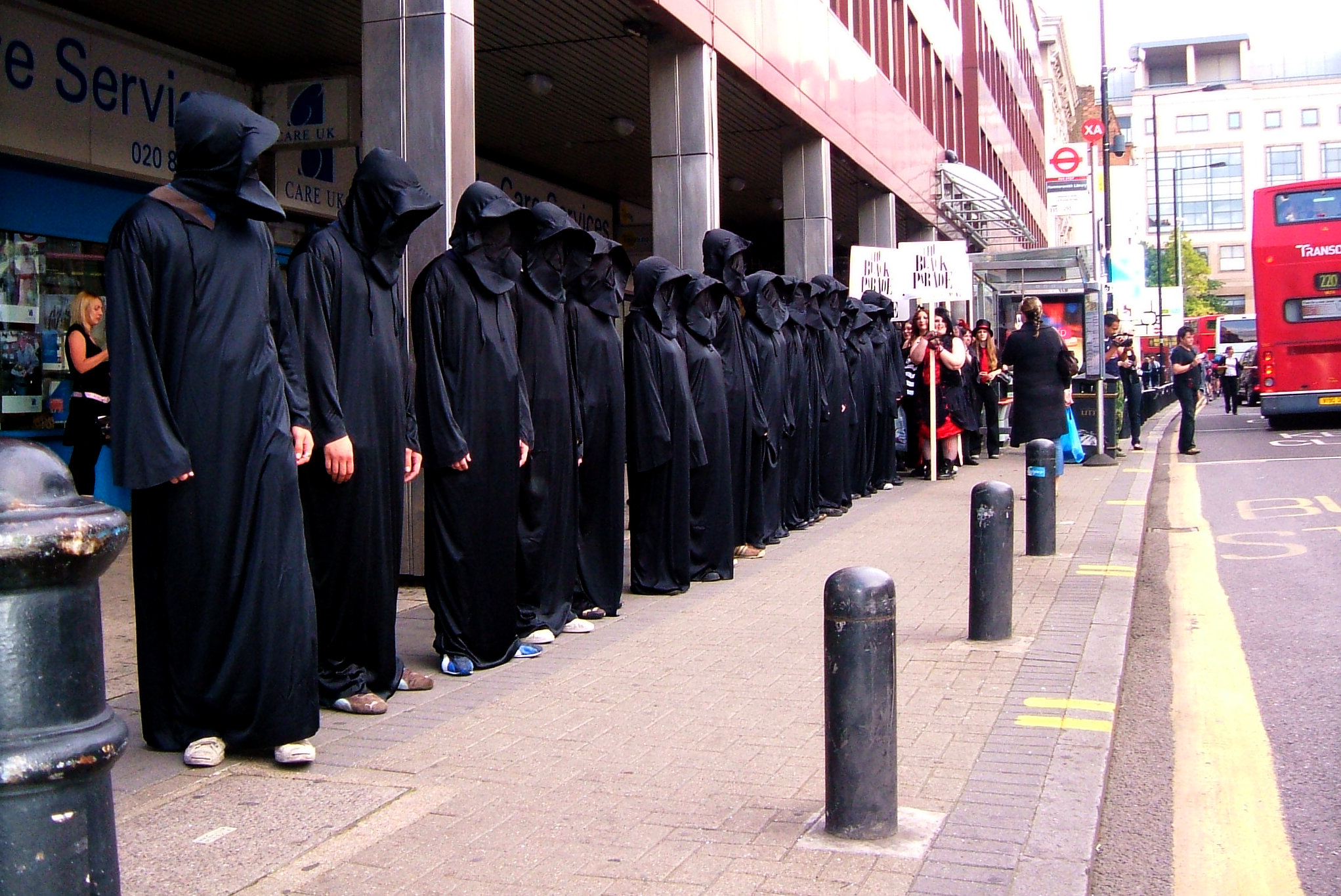
لشکر سیاه در لندن

در دهم آوریل سال ۲۰۰۶ گروه ضبط آلبوم سوم را به تهیه‌کنندگی راب کاوالو (بنام برای کار با گروه گرین دی) آغاز کردند.
در ۳ اوت همان سال و قبل از انتشار آلبوم یکی از ویدئوهای آن به نام «به لشکر سیاه خوش آمدید» منتشر شد که برخلاف کلیپهای قبلی توسط کارگردانی به نام ساموئل بیر (مشهور برای کار با گروه‌هایی مثل گرین دی و نیروانا) کارگردانی شده بود. پس از آن‌که آلبوم در ۲۳ اکتبر ۲۰۰۶ منتشر شد ویدئوی دوم آلبوم با نام «اتمام حجت عالی» در ۲۲ ژانویهٔ ۲۰۰۷ بیرون آمد. لباسهای سپاهی گروه که شبیه لباسهای یک دورهٔ بیتل‌های دههٔ ۶۰ بود زبانزد «لشکر» آنهاست. و موضوع اصلی آن آلبوم، یک بیمار در حال مرگ است که زندگی نه چندان درخشانش از جلوی چشمانش می‌گذرد.

## ۲۰۰۸، لشکر سیاه مرده!
در ژوئیه ۲۰۰۸ گروه دی‌وی‌دی جدیدی به نام «لشکر سیاه مرده!» را به بازار عرضه کرد که شامل آخرین کنسرت مجلل سپاه سیاه در مکزیکوسیتی-۷ اکتبر ۲۰۰۷- و هم چنین کنسرتی کم جمعیت در نیوجرزی-۲۷ اکتبر ۲۰۰۷- بود. در این دی‌وی‌دی که شامل بعضی آهنگ‌های آلبوم دوم هم می‌شود جیمز دوییس هم-به‌عنوان نوازندهٔ کیبورد-گروه را همراهی کرده‌است.

## ۲۰۱۰ و روزهای خطرناک

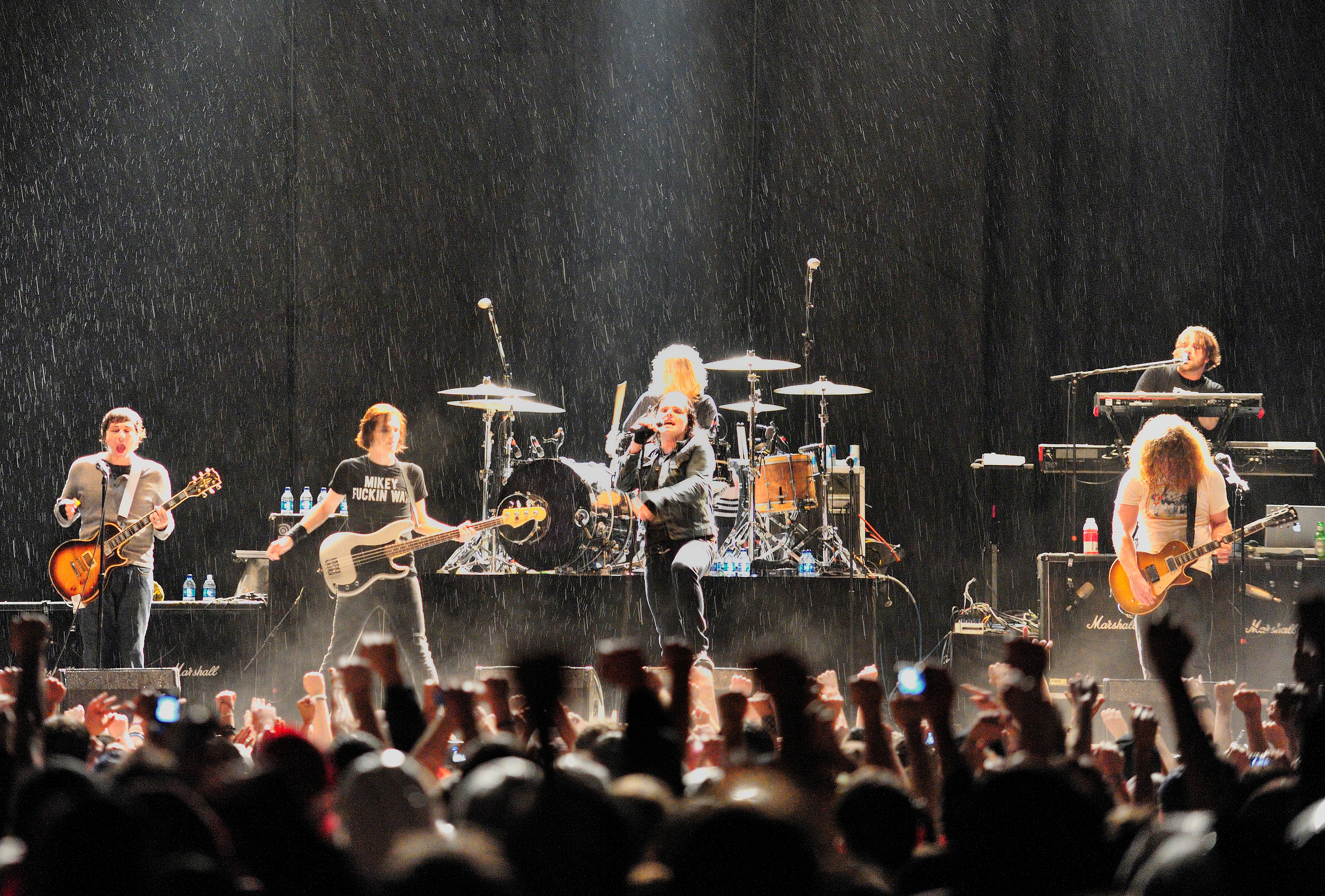
کنسرت گروه مای کمیکال رومنس

هنگام ۲۰۱۰Comic-Con در سن دیگو، جرارد وی اعلام کرد که گروه ضبط آلبوم چهارم را به اتمام رسانده‌است. آیرو این موضوع را بعداً در وبگاه اصلی گروه تأیید کرد و نوشت:[آلبوم جدید] به قولی، انجام شده، تمام شده، از کار افتاده، و وقتی با سرعت زیاد رانندگی می‌کنیم، با صدای بلند به گوش می‌رسد.
در سپتامبر، ویدئوی کوتاهی در صفحهٔ یوتیوب گروه با عنوان هنر اسلحه است قرار گرفت که اسم آلبوم جدید را اعلام کرد: روزهای خطرناک: زندگی واقعی کیلجوی‌های شگفت‌آور. ویدئو اعضای گروه را با لباس‌های رنگی و هنگام جنگیدن با موجودات عجیب در بیابان همراه با قسمتی از آهنگ نا نا نا به نمایش گذاشت. در ۲۲ نوامبر ۲۰۱۰، چهارمین آلبوم گروه به انتشار رسید.

## ۲۰۱۳ و اعلام از هم پاشیدن

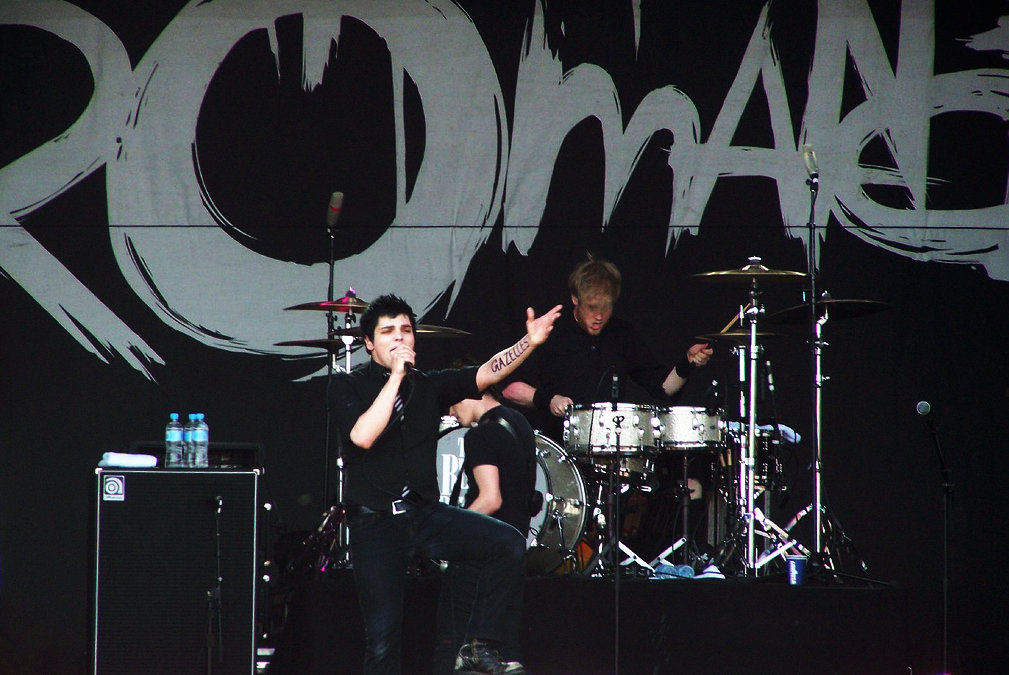
کنسرت گروه مای کمیکال رومنس

در ۲۲ مارس ۲۰۱۳ گروه از هم پاشیدنشان را در وب گاه اصلی گروه اعلام کردند و نوشتند: 
بودن در این گروه به مدت ۱۲ سال نعمت بزرگی بود. ما به مکان‌هایی رفتیم که هرگز فکرش را نمی‌کردیم. ما کارهایی را تجربه کردیم و دیدیم که به نظرمان امکان‌پذیر نبودند. ما صحنه را با کسانی که تحسین می‌کنیم، الگو قرار می‌دهیم، و از همه بهتر با دوستانمان شریک شدیم. و حالا، مثل تمام چیزهای خوب، زمان آن برایش رسده است که به پایان برسد. از بودن در این سرگذشت و تمام پشتیبانی‌هایتان ممنونیم.

-مای کمیکال رومنس
دو روز بعد، جرارد وی در توییترش این خبر را تأیید و اینکه مجادلات بین اعضای گروه باعث این اتفاق شده را تکذیب کرد.
اما مای کمیکال رومنس پس از شش سال، در روز ۳۱ اکتبر ۲۰۱۹ یا همان شب هالووین در اکانت اینستاگرام خود بازگشت خود را با انتشار یک پست اعلام کرد که خبر از تور جدید MCR به نام Return (بازگشت) می‌داد. لحظاتی بعد اعضای گروه با انتشار همین عکس این خبر را تأیید کردند.

## سبک گروه
منتقدان زیادی مای کمیکال رومنس را یک گروه سبک emo یا پاپ پانک به‌شمار می‌آورند؛ مثل روزنامهٔ رولینگ استون که می‌گوید اِم‌سی‌آر سبک «ایمو راک» را به یک سبک واقعی تبدیل کرده‌اند. گرچه خود گروه سبک‌شان را راک، دنجروس پاپ یا وایلنت می‌دانند ولی کارهای آن‌ها بیشتر آلترنتیو راک یا همان پانک راک و پُست هاردکور است.
اعضای اِم‌سی‌آر گروه‌هایی را که روی موسیقی‌شان تأثیر گذاشته‌اند بُن جووی، آیرن میدن، اسمشینگ پامپکینز، کویین، بلک فلگ، د کیور، بیستی بویز و میسفیتس می‌دانند و البته کتابهای مصور و فیلم‌های ترسناک.

## انتقادها
در سال ۲۰۰۷ و در پی انتشار آلبوم مرا بخور، مرا بیاشام مریلین منسون، ترانهٔ «نقص صادقانه‌ترین شکل چاپلوسی» از آن آلبوم، نوعی حملهٔ منسون به اعضای اِم‌سی‌آر عنوان شد-که البته خود منسون این موضوع را انکار کرد- ولی بعدها در مصاحبه‌ای این‌طور عنوان کرد که اعضای اِم‌سی‌آر در پی نوعی تقلید غم‌انگیز سطحی و رقت‌بار از کارهای او هستند. در واکنش به این صحبت‌ها فرانک به مجلهٔ کرنگ! گفت: منسون فقط برای نشریه‌ها صحبت می‌کند. ما هیچگاه اسم‌مان را از روی نام یک دختر و یک قاتل زنجیره‌ای ندزدیدیم. خوشحال می‌شدم اگر منسون جلوی خود ما این حرف‌ها را می‌زد، ولی هرگاه او را دیدم فقط به من لبخند زده‌است!
در سپتامبر همان سال دختر نوجوان سیزده ساله‌ای به‌نام «هانا باند» در کنتِ بریتانیا، خود را حلق آویز کرد؛ بعدها در بهار سال ۲۰۰۸ والدین «هانا باند» با تأکید به این که دخترشان از emo fashion پیروی می‌کرده گروه اِم‌سی‌آر را متهم به تحریک فرزندشان به خودکشی کردند. گرچه اِم‌سی‌آر همیشه شعارشان نجات دادن انسان‌ها بود و جرارد که روی صحنه فریاد می‌زد: اگر احساس ناراحتی و افسردگی دارید با کسی حرف بزنید و تنها نباشید. این خیلی بد است؛ اما هیچگاه خودکشی نکنید، زیرا که آن چیزی جز یک کار مزخرف نیست. یا اینکه وی می‌گفت: بعضی گروه‌ها متأسفانه دارند ایمو بودن را تشویق می‌کنند، اما من در گروهمان چیزی نمی‌بینم که ایموگرایانه باشد. او می‌گفت: ایمو همه‌اش یک آشغال به‌دردنخور است.
اما روزنامهٔ محلی «دیلی میل» آن‌ها را متهم به ایمو بودن و تحریک نوجوانان به خودکشی کرد. روز ۳۱ می ۲۰۰۸ طرفداران گروه تجمع بدون خشونتی در برابر ساختمان روزنامه در لندن برگزار کردند و به موضع «دیلی میل» در قبال گروه محبوب‌شان اعتراض کردند. در نهایت گروه پیامی منتشر کردند که طی آن ضمن اعلام هم‌دردی با خانوادهٔ «هانا باند»، بر مواضع‌شان در نفی خشونت و خودکشی تأکید کردند.
گروه در تعدادی از آثارشان هم-مانند ترانهٔ «خیابان گورستان» -به موضوع خودکشی و مخالفت با این عمل پرداخته‌اند.

## ویدئو
اولین ویدوی گروه، «خون آشام‌ها هرگز به تو آسیبی نمی‌رسانند» بود که ۲۷ مهٔ ۲۰۰۲ منتشر شد. گروه دو سینگل دیگر هم از آلبوم اولشان برای آهنگ‌های «عزیزم این آیینه برای هر دوی ما به اندازهٔ کافی بزرگ نیست» و «سراسیمه برای هاله ها» به ترتیب در سال‌های ۲۰۰۳ و ۲۰۰۴ منتشر کردند.

سه ودیوی بسیار موفق از آهنگ‌های "من حالم خوب نیست (قول می‌دهم)"، "هلینا"، و "روح تو"، هر سه به کارگردانی مارک وب به ترتیب در سال‌های ۲۰۰۴، ۲۰۰۵ و ۲۰۰۵ منتشر شدند.

در سال ۲۰۰۷ گروه دو ویدئوی دیگر به نام "نوجوانان" و "دوستت ندارم" را با کارگردانی مارک وب عرضه کرد.

در سال ۲۰۱۰ آهنگ "نا نا ناً به کارگردانی جرارد وی که داستان کیلجوی‌های شگفت‌انگیز را نشان می‌داد منتشر شد و به دنبال آن ویدئوی "بخوان" که ادامهٔ داستان ودیوی قبل بود.

## جوائز و افتخارات
- در Grammy Awards سال ۲۰۰۸، «لشکر سیاه» به عنوان بهترین بسته‌بندی و مخصوصترین آلبوم انتخاب شد.
- در !Kerrang Awards هم یکبار در سال ۲۰۰۶ به عنوان بهترین گروه روی زمین، دو بار برای بهترین گروه بین‌المللی درسال‌های ۲۰۰۷ و ۲۰۱۲، دو بار برای بهترین ویدئو: ویدئوهای "هلیناً و "ناناناً به ترتیب در سال‌های ۲۰۰۵ و ۲۰۱۱ و در سال ۲۰۰۵ هم لقب بهترین آلبوم را به «هورا برای انتقام لذت بخش» دادند.
- در NME Awards دو بار برای بهترین گروه بین‌المللی درسال‌های ۲۰۰۷ و ۲۰۱۱ و برای بهترین ویدئو ("نا نا نا") در سال ۲۰۱۱ جایزه دریافت کردند.
- آن‌ها در TRL Awards در سال ۲۰۰۶ بهترین گروهی که واقعاً ساز می‌زند و در سال بعد، بهترین گروه شناخته شدند.

## اعضا

### فعلی
- جرارد وی:[۱۳] خواننده
- ری تورو:[۱۴] لید گیتاریست و خواننده هم‌آواز
- مایکی وی:[۱۵] بیسیست
- فرانک آیرو[۱۶](۲۰۰۲ به بعد): ریتم گیتاریست/خواننده دست دوم (اغلب مواقع جیغ‌های زمینه)

### همراه
- جیمز دوئیس:[۱۷] کیبوردیست (۲۰۰۷–۲۰۰۸)

### قبلی
- مت پلیسیر:[۱۸] درامر(۲۰۰۱–۲۰۰۴)
- باب بریار:[۱۹] درامر(۲۰۰۴–۲۰۱۰)

## آلبوم‌ها
- ۲۰۰۲: تیرهایم را برایت آوردم، عشقت را برایم آوردی
- ۲۰۰۴: هورا برای انتقام شیرین
- ۲۰۰۶: لشکر سیاه
- ۲۰۱۰: روزهای خطر

## اجراهای زنده (دی‌وی‌دی)
- ۲۰۰۶: زندگی بر روی صحنهٔ قتل
- ۲۰۰۸: لشکر سیاه مرده!